# Татјана Лебедева
Татјана Романовна Лебедева (рус. Татьяна Романовна Лебедева; Волгоград, 21. јула 1976) је руска атлетичарка која се такмичи у техничким дисциплинама скоку удаљ и троскоку.
Као јуниорка учествује на Светском првенству за јуниоре 1994. у Лисабону освојила је треће место, бронзану медаљу.
Сениорску каријеру је започела у 1988. године, када је постала првак Русије у троскоку. У 2000. години, на Европско првенство у дворани одржано у Генту у Белгији освојила златниу медаљу. На Светском првенству 2001. у Едмонтону, Лебедева осваја златну медаљу у троскоку коју је одбранила и на Светском првенству 2003. у Паризу. На Светско првенство у дворани 2004 у Москви, прескаче 15,36 mи поставља нови светски рекорд у троскоку у дворани.
На Олимпијским игрма у Атини 2004, Лебедева осваја злато у скоку удаљ, док је у троскоку где је била велики фаворит освојила бронзу.
У 2005. Лебедева не учествује на Светском првенству због повреде, али успева да победи у свих шест митинга Златне лиге и као награду добија златне полуге у вредности од 1.000.000 долара.
Нову златну медаљу Лебедева осваја на Светском првенству 2007. у скоку удаљ и сребрну у троскоку.
На Олимпијским играма у Пекингу у обе дисциплине осваја сребрне медаље.
У септембру 2002. Татјана је постала мајка и добила ћерку Настју.
Татјана Лебедева 20. септембра 2008. држи светски рекорд у троскоку у дворани 15,36 постигнут 2004. у Будимпешти.
Лични рекорди:
- на отвореном
скок удаљ - 7,33 31. јули 2004. Тула, Русија
троскок - 15,23 4. јули 2004. Ираклион, Грчка
- у дворани
скок удаљ - 6,98 7. март 2004. Будимпешта, Мађарска
троскок - 15,36 6. март 2004. Будимпешта, Мађарска СР